# Obere Warnow
Obere Warnow è un comune del Meclemburgo-Pomerania Anteriore, in Germania.

Appartiene al circondario (Landkreis) di Ludwigslust-Parchim.

## Storia
Il comune venne creato il 1º gennaio 2012 dalla fusione dei comuni di Grebbin e Herzberg. Il nome del nuovo comune significa "alta Warnow", con riferimento al fiume Warnow che sgorga nei pressi.